# 장타
장타(掌打)는 근접한 상태에서 손바닥의 아랫부분인 장저를 이용해 가격하는 타격기이다. 중국 권법, 가라테 등 각종 무술 등에서 사용된다.